# Gonomyia (Gonomyia) omeiensis
Gonomyia (Gonomyia) omeiensis is een tweevleugelige uit de familie steltmuggen (Limoniidae). De soort komt voor in het Palearctisch gebied.